# Nanostrangalia semichujoi
Nanostrangalia semichujoi là một loài bọ cánh cứng trong họ Cerambycidae.